# Tartak (obwód homelski)
Tartak (biał. Тартак, Tartak; ros. Тартак, Tartak) – wieś na Białorusi, w obwodzie homelskim, w rejonie lelczyckim, w sielsowiecie Borowe, nad Uborcią i w pobliżu granicy z Ukrainą.

## Historia
W XIX i w początkach XX w. wieś nosiła nazwę Rudnia i położona była w Rosji, w guberni mińskiej, w powiecie mozyrskim, w gminie Tonież.
Po I wojnie światowej pod administracją polską, w Zarządzie Cywilnym Ziem Wschodnich, w okręgu brzeskim, w powiecie mozyrskim, w gminie Tonież.
W wyniku postanowień traktatu ryskiego znalazła się w granicach Związku Sowieckiego. Od 1991 w niepodległej Białorusi.